# جزیره آموند رینگنس
جزیره آموند رینگنس (به انگلیسی: Amund Ringnes Island) یک جزیره در کانادا است که در نوناووت واقع شده‌است.

## خصوصیات
جزیره آموند رینگنس Uninh نفر جمعیت دارد و ۲۶۵ متر بالاتر از سطح دریا واقع شده‌است.